# 緋紅結繫
《緋紅結繫》是萬代南夢宮娛樂於2021年6月24日推出的動作角色扮演遊戲，遊戲平台為PlayStation 4、PlayStation 5、Xbox One、Xbox Series X/S以及Microsoft Windows（Steam）。電視動畫於2021年7月1日至12月23日播映。

## 登場角色
結人·皇（聲：榎木淳彌（少年時期）、金元壽子（幼年時期）、堀內賢雄（成年時期））
主角之一，超腦力是「念力」（重力操作）。
重·蘭德爾（聲：瀨戶麻沙美）
主角之一，超腦力是「念力」（重力操作）。
花火·一條（聲：嶺內智美）
超腦力是「點火」。
鶇·娜札（聲：高野麻里佳）
超腦力是「透視」。
蓋曼·加里森（聲：竹内良太）
超腦力是「硬質化」。
魯卡·崔佛斯（聲：赤崎千夏）
超腦力是「瞬間移動」。
紫電·里特（聲：河西健吾）
超腦力是「放電」。
嵐·詩賓（聲：堀江由衣）
超腦力是「超高速」。
鏡花·伊登（聲：原由實）
超腦力是「複製」。
陽炎·丹（聲：浪川大輔）
超腦力是「透明化」。
那岐·卡門（聲：內田雄馬）
超腦力是「空氣操作」。
吹雪·詩賓（聲：千葉一伸）
超腦力是「冷卻」。
卡連·崔佛斯（聲：檜山修之）
超腦力是「噬腦者」。
直見·蘭德爾（聲：西明日香）
超腦力是「預知未來」。
渡·弗雷澤（聲：高梨謙吾）
超腦力是「精神感應」。
遙·弗雷澤（聲：黑澤朋世）
超腦力是「精神感應」。
賽特·鳴神（聲：高橋廣樹）
超腦力是「放電」。
木靈·梅崙（聲：悠木碧）
超腦力是「聲音操作」。
條·皇（聲：磯部勉）
界人·皇（聲：小林親弘）
若菜·皇（聲：伊藤静）
超腦力是「念力」（重力操作）。
愛麗絲·一條
超腦力是「物質製造」。

## 評價
《遊戲機實用技術》打出7.7/10分。雜誌編輯稱讚遊戲劇情緊凑、角色形象立體，動作元素值得稱道，但批評“PPT式”叙事，“腦驅動”系統略顯雞肋、關卡設計不够用心。

## 電視動畫
日本由東京都會電視台、AT-X、BS11播映。台灣由CatchPlay+、LINE TV、KKTV、MyVideo、巴哈姆特動畫瘋、FriDay影音同步跟播。同時於Ani-One Asia YouTube頻道播出。

### 主題曲
片頭曲
「Red Criminal」（第1～12集）
作詞、作曲：山中拓也，編曲、主唱：THE ORAL CIGARETTES
「MACHINEGUN」（第13～24集）
作詞、作曲：山中拓也，編曲、主唱：THE ORAL CIGARETTES
片尾曲
「Fire」（第1～12集）
作詞、作曲：山中拓也，編曲、主唱：Yamato(.S)
「Stranger」（第13～24集）
作曲：Ayumu Imazu、Ryosuke Imai，編曲：Ryosuke Imai，作詞、主唱：Ayumu Imazu

### 各集列表
| 集數 | 日文標題 | 中文標題       | 編劇       | 分鏡             | 演出             | 作畫監督                                                   | 總作畫監督                             | 首播日期 （2021年） |
| ---- | -------- | -------------- | ---------- | ---------------- | ---------------- | ---------------------------------------------------------- | -------------------------------------- | ------------------- |
| #01  |          | 緋紅的超腦力   | 加藤陽一   | 西村博之         | 原田奈奈         | 山村直己、山口光紀                                         | 伊藤裕次                               | 7月1日              |
| #02  |          | 緋紅守護者     | 根元歲三   | 岡村天齋         | 鈴木萌           | 古俁太一、山岸正和                                         | 伊藤裕次、山中純子                     | 7月8日              |
| #03  |          | 陰謀           | 根元歲三   | 宮浦栗生         | 友田政晴         | 石井由美子、袴田裕二、沼田廣、劉雲留                       | 伊藤裕次、岡崎洋美、山中純子、山村直己 | 7月15日             |
| #04  |          | 紅色繫線       | 井上亞樹子 | 頂真司           | 江上潔           | 藤井真澄、淺井昭人、岡崎洋美                               | 伊藤裕次、岡崎洋美、山中純子           | 7月22日             |
| #05  |          | 卡連的叛亂     | 加藤陽一   | 頂真司           | 鈴木恭兵         | Kim dae jung、Park mi hyun、Oh yanghyun、Son kil young     | 伊藤裕次、山中純子、山村直己           | 7月29日             |
| #06  |          | 破滅的明天     | 根元歲三   | 頂真司           | 鳥羽聰           | ふくだのりゆき、山中純子                                   | 伊藤裕次、山中純子                     | 8月5日              |
| #07  |          | 追蹤那岐       | 根元歲三   | 鈴木萌、宮浦栗生 | 又野弘道         | 鈴木廣美、江森真理子、米山浩平                             | 伊藤裕次、山中純子                     | 8月12日             |
| #08  |          | 醫院的真相     | 井上亞樹子 | 岡村天齋         | 戶澤俊太郎       | 富永一仁、柳瀨讓二、藤本真由、吉田和香子、牛島希、本多弘幸 | 伊藤裕次、山中純子                     | 8月19日             |
| #09  |          | 可疑的特效藥   | 加藤陽     | 長田伸二         | 長田伸二         | 田中智子、山村直己、山口光紀                               | 山中純子                               | 8月26日             |
| #10  |          | 反叛者結人     | 根元歲三   | 宮浦栗生         | 博多正壽         | 古俁太一、山岸正和、岡崎洋美                               | 山中純子                               | 9月2日              |
| #11  |          | 前往渡月       | 井上亞樹子 | 頂真司           | 鳥羽聰           | 飯田清貴、加藤狀、鈴木光、時矢義則、野本正幸               | 伊藤裕次                               | 9月9日              |
| #12  |          | 月球的秘密     | 根元歲三   | 頂真司           | 鈴木萌           | ふくだのりゆき、藤井真澄                                   | 山中純子                               | 9月16日             |
| #13  |          | 設計孩童       | 加藤陽一   | 岡村天齋         | 又野弘道         | 浅井昭人、しんぼたくろう                                   | 伊藤裕次                               | 9月23日             |
| #14  |          | 兩千年的夢想   | 根元歲三   | 頂真司           | 原田奈奈         | 江森真理子、しんぼたくろう                                 | 山中純子                               | 9月30日             |
| #15  |          | 那岐襲擊       | 根元歲三   | 宮浦栗生         | 江上潔           | ふくだのりゆき、鈴木廣美                                   | 伊藤裕次                               | 10月7日             |
| #16  |          | 直見與愛麗絲   | 井上亞樹子 | 頂真司           | 高村雄太         | 福山拳侍、小美野雅彥                                       | 山中純子                               | 10月14日            |
| #17  |          | 荒吐神的陷阱   | 加藤陽一   | 須永司           | 濱田翔、白石道太 | 齋藤大輔、市橋雄一、橋本穗高、rad plus                     | 伊藤裕次                               | 10月21日            |
| #18  |          | 卡連的願望     | 根元歲三   | 堀川優子、鈴木萌 | 池下博紀         | 吉田功介                                                   | 伊藤裕次、山中純子                     | 10月28日            |
| #19  |          | 陽炎的自白     | 根元歲三   | 頂真司           | 鳥羽聰           | 田中智子、山村直己                                         | 伊藤裕次                               | 11月4日             |
| #20  |          | 再會           | 井上亞樹子 | 頂真司           | 博多正壽         | 山岸正和、淺井昭人、山口光紀                               | 伊藤裕次、山中純子                     | 11月11日            |
| #21  |          | 若菜的決意     | 加藤陽一   | 頂真司           | 又野弘道         | 古俁太一、岡崎洋美、藤井真澄                               | 伊藤裕次、山中純子                     | 11月18日            |
| #22  |          | 兄弟           | 根元歲三   | 頂真司           | 高村雄太         | 福山拳侍、蘆谷耕平                                         | 伊藤裕次、山中純子                     | 11月25日            |
| #23  |          | 前往皇陵       | 井上亞樹子 | 頂真司           | 佐佐木浩司       | ふくだのりゆき                                             | 伊藤裕次、山中純子                     | 12月2日             |
| #24  |          | 沉睡的夢想     | 加藤陽一   | 頂真司           | 江上潔           | 鈴木卓也、鈴木廣美、江森真理子                             | 伊藤裕次、山中純子                     | 12月9日             |
| #25  |          | 岐之門消滅作戰 | 井上亞樹子 | 頂真司           | 鈴木萌           | 山村直己、淺井昭人、田中智子、山岸正和                     | 伊藤裕次、山中純子                     | 12月16日            |
| #26  |          | 各自的未來     | 根元歲三   | 西村博之         | 西村博之         | 西村博之                                                   | -                                      | 12月23日            |

### 播放平台
日本深夜動畫：下文記載的日本国内播放時間使用日本標準時間（UTC+9）表示。因為部分時間标识會採用30小时制，因此請留意这类超过24:00的时间，其實際播放時間為翌日清晨。
| 播放日期               | 播放時間（UTC+9）    | 播放電視台 | 播放地區 | 備註                 |
| ---------------------- | -------------------- | ---------- | -------- | -------------------- |
| 2021年7月1日－12月23日 | 星期四 22:30 - 23:00 | TOKYO MX   | 東京都   |                      |
| 2021年7月1日－12月23日 | 星期四 22:30 - 23:00 | BS11       | 日本全域 | 衛星電視，ANIME+節目 |
| 2021年7月1日－12月23日 | 星期四 23:00 - 23:30 | AT-X       | 日本全域 | 衛星電視，有重播     |
| 2021年7月1日－12月23日 | 星期四 24:00 - 24:30 | SUN電視台  | 兵庫縣   |                      |

| 播放日期                | 播放時間（UTC+8） | 播放電視台      | 播放地區 | 備註 |
| ----------------------- | ----------------- | --------------- | -------- | ---- |
|                         | 每週五            | CatchPlay+      | 臺灣     |      |
| 2021年7月1日            | 每週四 22:00      | LINE TV         | 臺灣     |      |
| 2021年7月1日            | 每週四 22:00      | KKTV            | 臺灣     |      |
| 2021年6月25日－12月23日 |                   | MyVideo         | 臺灣     |      |
| 2021年6月25日－12月23日 | 每週四 22:00      | 巴哈姆特動畫瘋  | 臺灣     |      |
|                         | 每週四            | FriDay影音      | 臺灣     |      |
| 2021年7月1日            | 每週四 21:30      | Ani-One YouTube | 香港     |      |

### Blu-ray
| 卷數 | 發售日期       | 收錄話數       | 規格編號  |
| ---- | -------------- | -------------- | --------- |
| 1    | 2021年12月17日 | 第1話－第6話   | BIXA-1351 |
| 2    | 2022年2月2日   | 第7話－第13話  | BIXA-1352 |
| 3    | 2022年3月2日   | 第14話－第19話 | BIXA-1353 |
| 4    | 2022年3月30日  | 第20話－第26話 | BIXA-1354 |

## 外部連結
- 官方网站（日語）
- 電視動畫官方網站（日語）
- 緋紅結繫的X（前Twitter）（日語）
- 電視動畫的X（前Twitter）（日語）
- YouTube上的緋紅結繫頻道